# 7,5 cm leichtes Infanteriegeschütz 18
A 7,5 cm leichtes Infanteriegeschütz 18 (rövidítve 7,5 cm le. I.G. 18 vagy 7,5 cm le IG 18, magyarul 7,5 cm-es könnyű gyalogsági löveg 18) egy gyalogsági támogató löveg volt, amit a német Wehrmacht használt a második világháború alatt.
A löveg fejlesztése 1927-ben kezdődött a Rheinmetall-nál. A kezelőszemélyzetet páncéllemez védte. Volt egy hegyi löveg változat, a 7,5 cm le.Geb.I.G. 18. A szállításhoz a hegyi változatot 6-10 részre lehetett szerelni, a legnehezebb súlya 74,9 kilogramm volt. A németek általában kettőt osztottak be minden egyes hegyi zászlóaljba. Hat 7,5 cm le.I.G. 18F típust gyártottak 1939-ben. Ezek légiszállítású lövegek voltak, 4x140 kilogrammos részekre lehetett bontani. A légiszállítású változatnak kisebb kerekei voltak és nem használtak hozzá lövegpajzsot. Volt még egy gyalogsági támogató löveg, a 7,5 cm Infanteriegeschütz L/13, amelyet a  le.I.G. 18 leváltására terveztek, ezt a típust 6-10 részre szerelhették szét. Noha a prototípusokat letesztelték, a német hadsereg viszont úgy érezte, hogy ez a típus nem rendelkezik elég fejlesztéssel ahhoz, hogy érdemes legyen szolgálatba állítani, ezért a hadsereg a korábbi lövegnél maradt.

## Lőszer
Osztott lőszert használtak, a lövedék köpenye acél, a vezetőgyűrű vas. A lőszert kosarakban szállították, hármat egyben, vagy egy korszerűbb fém konténerben, szintén hármat egyben. A következő lőszertípusokat használták:
- Páncéltörő lövedék 7,5 cm Igr. 38 Hl/A, AZ. 38 (vagy AZ. 38 St.) gyújtószerkezettel. Ezt a kumulatív hatású gránátot páncélozott ellen  lehetett alkalmazni. A súlya 6 kilogramm.
- Repesz lövedék 7,5 cm Igr. 18, l. Igr. Z. 23 (vagy l. Igr. Z. 23 nA) gyújtószerkezettel. Ezt a gránátot elsősorban élőerő ellen  lehetett alkalmazni. Ezen kívül két gyakorló lövedék is létezett: 7,5 cm Igr. (Üb.) és 7,5 cm Igr. (Üb. Al.).

## A 7,5 cm IG L/13 tulajdonságai
- Űrméret: 7,5 cm
- Magassági irányzás: mínusz 5° plusz 43°
- Oldalirányzás: 50°
- Hatásos lőtávolság: 5100 m
- Súly: 375 kg
- Lövedék súlya: 6,35 kg

## Fordítás
- Ez a szócikk részben vagy egészben  a(z)   7.5 cm leichtes Infanteriegeschütz 18 című angol Wikipédia-szócikk ezen változatának fordításán alapul.  Az eredeti cikk szerkesztőit annak laptörténete sorolja fel. Ez a jelzés csupán a megfogalmazás eredetét és a szerzői jogokat jelzi, nem szolgál a cikkben szereplő információk forrásmegjelöléseként.